# Colours (album de Nadia Oh)
Pour les articles homonymes, voir Colours.
Albums de Nadia Oh
Hot Like Wow
(2007)
Colours est le second album de la chanteuse/rappeuse Nadia Oh. Il est sorti au Royaume-Uni le 8 mai 2011, porté par le single Taking Over the Dancefloor qui en est le premier extrait. L'album est comme son précédent toujours produit par Space Cowboy via son label Tiger Trax Records. Diverses vidéos virales ont été diffusées sur Internet afin de promouvoir l'album.

## Liste des pistes

### Version originale
1. "Hocus Pocus" - 3:56
2. "Is That You" - 2:45
3. "Jump (Out The Window)" - 3:40
4. "Taking Over The Dancefloor" - 6:10
5. "Soopermodel" - 2:48
6. "So Unforgettable" - 1:23
7. "Amsterdam" - 2:43
8. "Beauty & A Beast" - 2:53
9. "Colours" - 3:14
10. "DJ's Girlfriend" - 2:54

### Réédition
1. "Colours" - 3:14
2. "Amsterdam" - 2:43
3. "Beauty & A Beast" - 2:53
4. "DJ's Girlfriend" - 2:54
5. "Is That You" - 2:45
6. "No Bueno" - 3:09
7. "Jump (Out The Window)" - 3:40
8. "Hocus Pocus" - 3:56
9. "Shade" - 4:19
10. "Soopermodel" - 2:48
11. "I Like It Loud" - 2:39
12. "Taking Over The Dancefloor" - 6:10
13. "So Unforgettable" - 1:23
14. "Follow Me" - 2:43

## Historique de commercialisation
| Pays   | Date              | Label              | Format                     |
| ------ | ----------------- | ------------------ | -------------------------- |
| Europe | 8 mai 2011        | Tiger Trax Records | Téléchargement             |
| Europe | 18 septembre 2011 | Tiger Trax Records | Téléchargement (Réédition) |